# Safareig de les Monges
El Safareig de les Monges és una obra del municipi de Puigcerdà (Cerdanya) inclosa en l'Inventari del Patrimoni Arquitectònic de Catalunya.

## Descripció
És un safareig de granit dins un recinte rectangular de volta de canó, treballada amb aparell rústec de pedra devastada. La volta és adovellada amb pedres posades de forma radial. La configuració de l'obra és típicament popular. Està enfocat cap a ponent, en la mateixa direcció del Mirador de la Cerdanya, que es troba escales amunt. Racó idoni per a estar a recer de les inclemències del temps.

## Història
Des de 1351 hi va haver-hi una comunitat de monges clarisses, que hi habitaren fins al segle xvii i donaren nom a aquest indret.